# 11. korpus (Kopenska vojska ZDA)
Za druge 11. korpuse glejte 11. korpus.
11. korpus(angleško XI Corps)  je bil korpus Kopenske vojske Združenih držav Amerike.